# Seguro de cosecha

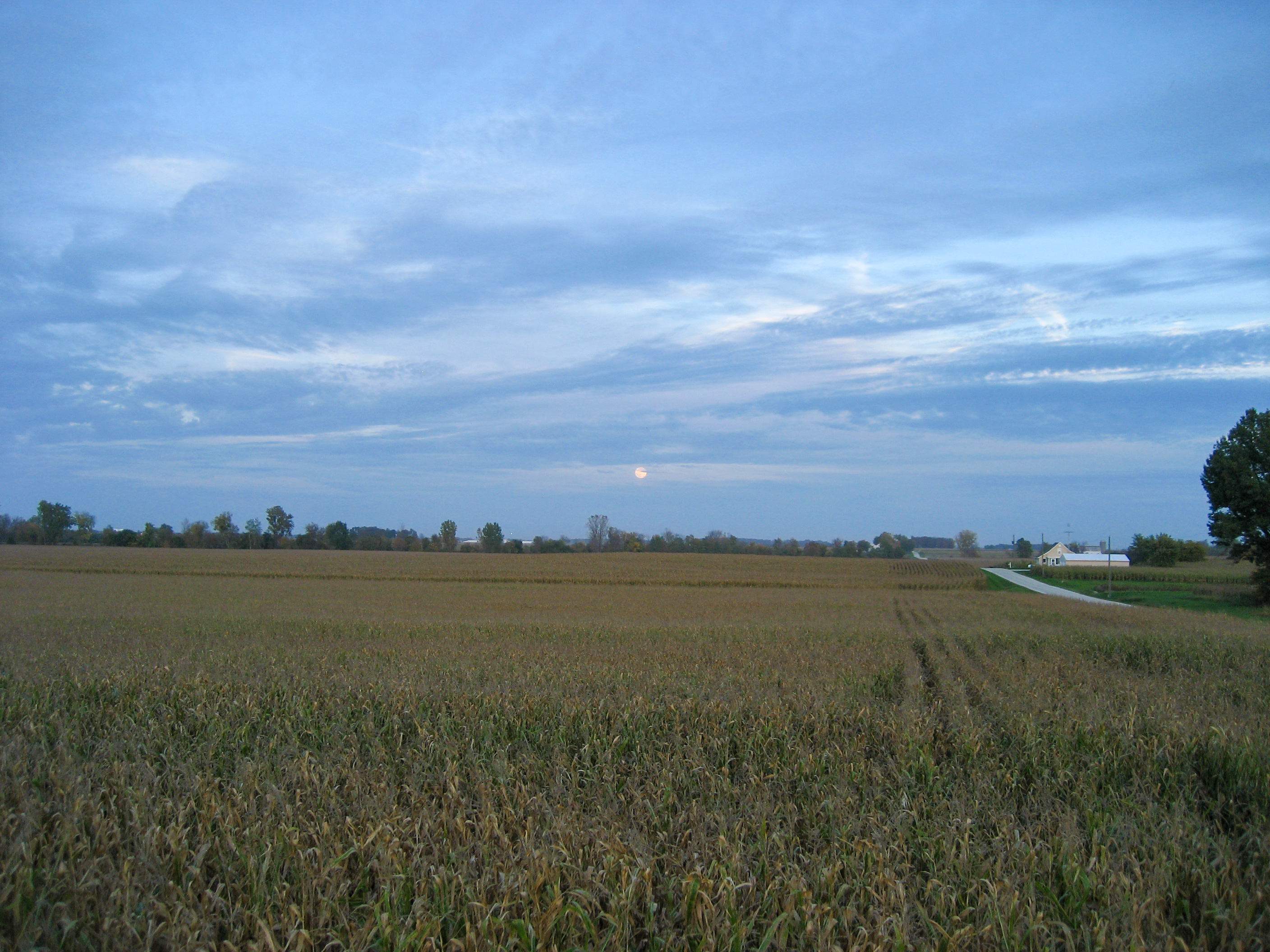
Cuerpo de maíz que bordea el río Wabash, Estados Unidos.

El seguro de cosecha es un instrumento disponible para que los agricultores puedan prevenir y afrontar los riesgos de la producción y el mercado. Las cosechas pueden perderse o reducirse debido a desastres tales como sequías, inundaciones, heladas, granizo, incendios o vendavales, las plagas y además las pérdidas económicas o las reducciones de utilidades son comunes debido a las declinaciones cíclicas o eventuales de los precios de los productos agrícolas. A cambio del pago de una prima o cuota periódica el agricultor puede esperar que el seguro cubra total o parcialmente sus pérdidas. En algunos países el estado subsidia las primas en determinados casos y con ciertas condiciones. Por otra parte el otorgamiento de créditos de producción es condicionado por las entidades bancarias, al pago de un seguro de cosecha.
las compañías aseguradoras ofrecen diferentes seguros de protección de cosecha con diversos niveles de cobertura. Algunos seguros cubren el conjunto de los desastres naturales o solamente determinados eventos, como las heladas. Los Seguros de Beneficio de Cosecha protegen tanto contra las pérdidas por rendimiento como por precio. Los Seguro de Cosecha Multiriesgo combinan la protección contra la baja del rendimiento y precios, con la cobertura frente a la mayoría de los desastres naturales. Algunos seguros son colectivos y protegen de un riesgo común a un conjunto de agricultores de una comarca o programa.
Las aseguradoras, de acuerdo con el tipo de seguro de rendimiento, asumen un promedio de productividad, rendimiento o utilidades, según el cultivo, la región, la estación, la historia de la producción del agricultor y la finca respectiva.